# Edward Brabański
Edward Brabański (ur. w 1929) – polski lekkoatleta, specjalizujący się w biegach sprinterskich.

## Osiągnięcia
- Mistrzostwa Polski seniorów w lekkoatletyce (4 medale)[2]
  - Warszawa 1954
    - złoty medal w sztafecie 4 × 400 m
    - brązowy medal w biegu na 400 m

  - Łódź 1955
    - srebrny medal w sztafecie 4 × 400 m
    - brązowy medal w biegu na 400 m

- Memoriał Janusza Kusocińskiego[3]
  - Warszawa 1954 – II miejsce w sztafecie 4 × 400 m
  - Warszawa 1955 – II miejsce w sztafecie 4 × 400 m